# ディエゴ・デ・モラレス
ディエゴ・デ・モラレス（Diego de Morales、1604年10月13日 - 1643年3月25日）は、江戸時代初期に来日したスペインのイエズス会宣教師。

## 経歴・人物
カスティーリャ王国のソリア（現在はカスティーリャ・イ・レオン州ソリア県に所在）に生まれ、1625年に東洋布教を志すためにメキシコに渡航する。翌1626年にはスペイン領東インド（現在のフィリピン）に渡り、マニラにてコレジオだったサン・ホセ学校の校長を務めた。
その後は同じイエズス会士でイタリア人宣教師だったアントニオ・ルビノの一行らと共に、ポルトガル人宣教師のクリストヴァン・フェレイラ（沢野忠庵）の回心のために彼らと共に1642年（寛永19年）に来日する。しかし当時日本ではキリスト教禁止令下にあったことより、翌年捕縛され同年3月25日（寛永20年2月6日）に拷問を受け穴吊しの刑に処されて殉教した。